# 溫西岩
溫西岩（英語：Wonsey Rock）是南極洲的岩石，位於威爾克斯地，處於卡梅倫島以北，由美國海軍拍攝空中照片，以建築機械軍士命名，現時由南極條約體系管理。